# لیندن لب
لیندن لب (انگلیسی: Linden Lab) شرکت نرم‌افزار آمریکایی است، که در سال ۱۹۹۹ تأسیس شد.